# Diego Cristiano Evaristo
Diego Cristiano Evaristo (* 15. August 1992 in Mogi Guaçu), auch einfach nur Diego Pituca, ist ein brasilianischer Fußballspieler.

## Karriere
Diego Pituca stand bis 2011 beim Brasilis FC im brasilianischen Águas de Lindóia unter Vertrag. 2012 wechselte er zum CA Guaçuano nach Mogi Guaçu. Bis 2020 spielte er für die brasilianischen Vereine SE Matonense, União São João EC, Botafogo FC (SP) und dem FC Santos. 2015 gewann er mit dem Botafogo FC die Série D. Anfang 2021 wechselte er nach Asien. Hier unterschrieb er in Japan einen Vertrag bei den Kashima Antlers. Der Klub aus Kashima spielte in der höchsten japanischen Liga, der J1 League. Anfang Januar 2024 kehrte er zum FC Santos zurück.

## Erfolge
Botafogo FC (SP)
- Série D: 2015

Santos
- Série B: 2024